# Segedin
Segedin (mađ.: Szeged, srp.:Сегедин, nje.: Szegedin/Segedin, polj.:Segedyn, rum.:Seghedin, slovački:Segedín, tur.:Segedin, tal.:Seghedino, lat.:Partiscum) je nakon Budimpešte i Debrecina, po broju je stanovnika treći grad u Mađarskoj. Pokrajinsko je središte jugoistočne Mađarska i sjedište Čongradske županije (mađ. Csongrád). 

## Povijest
Prostor Segedina je bio naseljen iz pretpovijesti. Grčki geograf Klaudije Ptolomej spominje antičko naselje Partiscum na tom prostoru. Smatra se da je u tom prostoru u doba Seobe naroda bilo sjedište hunskog vođe Atile. Prvi spomen grada Segedina datira iz 1183. godine u dokumentu kralja Bele III. Grad je razoren u napadu Mongola u 13. st., ali je brzo obnovljen. U doba Ludovika I. Anžuvinca 14. st. je postao jedan od najznačajnijih gradova južne Ugarske. U doba Žigmunda Luksemburškog su sagrađene gradske zidine, a 1498. je grad dobio status slobodnog kraljevskog grada. 1543. je potpao pod osmanlijsku vlast, gdje je bio centar sandžaka (manje upravne oblasti) unutar Budimskog ejaleta (kasnije Egerskog ejaleta). 1686. je oslobođen osmanske vlasti. 1715. je vraćen status slobodnog kraljevskog grada. Grad se brzo razvijao i postao značajan obrazovni centar.
Porezni popis iz 1728. bilježi Hrvate. Naseljavanje i boravak Hrvata u Segedinu ostavilo je trag u prezimenima, koja su se formirala seobama Hrvata na sigurniji sjever Mađarske. Prezime Segedinac zabilježeno je 1710. u Hrvata u Budimu i Tabanu.
U 18. je stoljeću pitanje razvlašćivanja graničara Srba riješeno (Riska).
1849. je godine Segedin bio zadnje sjedište neovisne mađarske vlade Lajosa Kossutha u doba Mađarske revolucije 1848/49. 1854. je godine sagrađena prva željeznica. 1879. je godine skoro cijeli grad uništen u katastrofalnoj poplavi (usporedi preseljavanja u Kukućinu zbog poplava). Grad je brzo obnovljen. Nakon Drugoga svjetskoga rata je Mađarska izgubila velik dio teritorija, a Segedin je postao pogranični grad u blizini granice s Kraljevinom SHS. U Segedin je preseljeno sveučilište iz grada Kolozsvara (Cluj-Napoca) koji je pripao Rumunjskoj i nazvano je Sveučilište u Segedinu. Također je preseljeno sjedište temišvarskog biskupa. Nakon Drugoga svjetskoga rata se razvija laka i prehrambena industrija. Danas je Segedin značajno sveučilišno središte.
1943. porezni popis u Risci, koja upravno pripaada Segedu, bilježi Hrvate i Srbe.
1950. iz njega je izdvojeno nekoliko naselja i formirano kao upravno samostalna naselja, kao Ralom, Riska, Zlatara, Satumaz i dr., 1973. Segedu je pripojena Đeva, Sirik, Jalova, Družma, Sirik, Tápé), a 1997. je Đeva s još nekoliko naselja odvojena od Segeda i formirana u veliko selo (Đeva, Csergőtelep, Farkirét, Gyevitanyák, Irmamajor, Nagyfai Célgazdaság, Rákóczitelep).

## Zemljopis
Segedin se nalazi na jugu Mađarske u blizini granice sa Srbijom. Smješten je južno od ušća rijeke Moriš (mađarski Maros) u Tisu. U blizini grada se nalazi Bijelo jezero (Fehér-tó). Reljef je nizinski (dio Panonske nizine) uz nekoliko uzvišenja.
Zbog velikog broja sunčanih sati godišnje, Segedin često zovu kao "grad Sunca" (isti nadimak ima još jedan grad u Mađarskoj, Debrecen).

## Stanovništvo
Po stanju 2003., u gradu živi 175.301 stanovnik. Postotno, Mađari su apsolutna većina, s 93,5%, zatim slijede Romi s 0,7%, 0,5%  Nijemci (podunavske Švabe), 0,2% Srbi, 0,2% Rumunji, 0,1% Hrvati, 0,1% Slovaci te 5,9% inih. 
Gustoća stanovništva je 582,9 st. po km četvornom. U Segedinu je 70.787 domaćinstava, prosječne gustoće od 252,05 domaćinstva po km četvornom.

### Hrvati u Segedinu
Hrvati su od srednjeg vijeka živjeli u Segedinu, a izvori ih bilježe kao Dalmate. Njihovom poviješću se bavio dr Ladislav Heka.
Hrvati u Segedinu od 2002. imaju svoju manjinsku samoupravu. Hrvata je 2002. bilo stotinjak, ali broj osoba koje su izjasnile svoj materinji kao hrvatski dvostruko veći. Ipak, današnji članovi hrvatske manjine u Segedinu koji su najaktivniji u kulturnom i političkom organiziranju su oni koji su 1990-ih doselili u Segedin te oni rođeni u Baji, Gari, Dušnoku i dr. krajevima Mađarske. Nemali broj je današnjih segedinskih Hrvata došao živjeti u taj grad kao posljedica raspada SFRJ i velikosrpske agresije na Hrvatsku i BiH.
Od 2004. u Segedinu djeluje Hrvatsko-mađarska kulturna udruga "András Dugonics" koju je utemeljila Hrvatska manjinska samouprava iz Segedina.

## Gastronomija
Segedin je poznat po uzgoju i korištenju paprike koja se vrlo mnogo uzgaja u Mađarskoj. Najpoznatije jelo koje potječe iz Segedina je sekelji-guljaš. Poznata je i proizvodnja Pick salame. Segedin je centar prehrambene industrije u Mađarskoj.

## Znamenitosti
Najpoznatija je zavjetna crkva Naše mađarske gospe (Magyarok Nagyasszonya). To je četvrta crkva po veličini u Mađarskoj i zavjetna crkva mađarskog naroda. U gradskoj jezgri postoje mnoge neobarokne palače.

## Vanjske poveznice
- Knjiga  Arhivirana inačica izvorne stranice od 29. rujna 2007. (Wayback Machine) Ladislav Heka: Povijest Hrvata Dalmatina u Segedinu